# وارهورس
وارهورس (انگلیسی: Warhorse) شرکت بازی ویدئویی در جمهوری چک است که در سال ۲۰۱۱ توسط دانیل واورا تأسیس شد.